# Drapeau et sceau de l'Idaho
 (avril 2025).

Le sceau de l'état de l'Idaho a été adopté en 1863 et redessiné plusieurs fois avant la création de l'état en 1890. Le premier grand sceau d'État a été conçu dans les années 1890 par Emma Edwards Green, la seule femme à avoir conçu un sceau d'état des États-Unis. Ce sceau sera utilisé jusqu'en 1957, année où celui-ci a été légèrement redessiné par Paul B. Evans et Caxton Printers, Ltd. à la demande du gouvernement de l'État, dans le but d'ajouter des éléments plus anthropocentriques au bouclier central.
Le drapeau de l'État de l'Idaho a été adopté le 12 mars 1907, il est composé du sceau de l'État sur un fond bleu. Les mots « State of Idaho » sont écrits en lettres dorées sur une bande rouge et or sous le sceau. Selon la description officielle du drapeau, il devrait également y avoir une bordure dorée. Les proportions officielles du drapeau, 26×33, sont uniques au monde, bien que de nombreuses reproductions utilisent des ratios plus courants comme le 2×3.
Le sceau représente un mineur et une femme allégorie de l'égalité, la liberté et la justice. Elle peut être associée à Columbia (allégorie) de part les valeurs qu'elle transmet. Certains paysages de l'Idaho comme les mines, forêts, terres agricoles et faune sont également représentés sur le drapeau.